# 张炜 (作家)
張煒（1956年11月7日—），男，祖籍山東棲霞，生於山東黄县（今龍口市），中华人民共和国作家。原煙台師範專科學校（即現在鲁东大学中文系畢業，專業作家；1982年加入中國作家協會。現任中国作协副主席、山東省作家協會主席，山東師範大學兼職教授，万松浦书院创办人、院长。

## 生平
張煒1976年高中毕业后，回原籍在农村参加工副业劳动，在棲霞縣寺口橡膠廠當技術員、工人；並於同年開始發表文學作品。

1978年考入山东烟台师专中文系。大学毕业后，被分配到中共山東省委辦公廳檔案編研處工作；此后历任山東省文聯專業作家、創作室副主任，山東省作家協會副主席，山東師範大學煙台師範學院中文系教授，文學創作一級；中共山東省龍口市委副書記、副市長，全國青聯委員，山東省青聯副主席、青年文體委主任等職。

1980年張煒開始發表小說、散文、文論等。1987年，第一部長篇小說《古船》，由人民文学出版社出版。自1999年起，《古船》一書還被法國教育部和巴黎科學中心列入「法國高等考試教材及必考書目」。
2007年6月，張煒獲得了由美國總統亞太顧問委員會頒發的傑出成就獎；成為目前亞洲地區獲得此獎項的唯一一位代表性作家，也是第一位獲得該獎項的中國作家協會會員。此外，被評為「世界華語小說百年百強」的長篇代表作《古船》和沈從文的中篇小說《边城》、老舍名著《駱駝祥子》同時入選美國哈柏·柯林斯出版集團「中國當代作家作品」的翻譯項目。
2011年8月20日，第八届茅盾文学奖获奖名单公布，张炜历时20余年完成的450万字、十卷本鸿篇巨著《你在高原》，通过实名投票获得了61位评委中的58票，位居第一。授奖词说：《你在高原》是“长长的行走之书”，在广袤大地上，在现实与历史之间，诚挚凝视中国人的生活和命运，不懈求索理想的“高原”。张炜沉静、坚韧的写作，以巨大的规模和整体性视野展现人与世界的关系，在长达十部的篇幅中，他保持着饱满的诗情和充沛的叙事力量，为理想主义者绘制了气象万千的精神图谱。《你在高原》恢宏壮阔的浪漫品格，对生命意义的探寻和追问，有力地彰显了文学对人生崇高境界的信念和向往。
2016年12月，当选中国作协副主席。

## 作品风格
张炜早期作品主要着墨于两性之间纯淡而朦胧的柔情，显得纤巧柔美。后期转入对农村现实的揭示，表达对人性的深入思考。文风从纤细敏感走向深厚沉郁。后期作品更多地在思考中国文化的命运和出路的问题，包括传统文化的现代化改造问题和知识分子的精神自救问题。
有的文学评论家评点他为“乡土文学作家”、“寻根派作家”。

## 代表作品

### 長篇小說
- 《古船》1986年《当代》第5期，1987年人民文学出版社，
  - 《古船》绘画评点本，2010工人出版社
- 《九月寓言》1992年5月《收获》第3期，1993年上海文艺出版社，
- 《柏慧》1995年《收获》第2期、1994年北京十月文艺出版社，
- 《怀念与追记》1996作家出版社、2004年花城出版社再版，
- 《外省書》2000年《收获》第5期，2000年作家出版社，
- 《能不忆蜀葵》2001年《当代》第6期，2001年华夏出版社，
- 《醜行或浪漫》2003年《大家》第2期，2003年云南人民出版社，
- 《远山远河》1997年《花城》第4期，1997年明天出版社，2005年时代文艺出版社完整版，
- 《刺蝟歌》2007年《当代》第1期，2007年人民文学出版社，
- 《你在高原》分为十部39卷。2010年人民文学出版社，
  - 《家族》1995年《当代》第5期，1995上海文艺出版社，
  - 《橡树路》，
  - 《海客谈瀛洲》，
  - 《鹿眼》，
  - 《忆阿雅》，
  - 《我的田园》1993年《峨眉》第1-2期、1991年江苏文艺出版社，
  - 《人的杂志》，
  - 《曙光与暮色》， 以《西郊》书名2003年《芙蓉》第1期，2003年春风文艺出版社，
  - 《荒原纪事》，
  - 《无边的游荡》，
- 《半岛哈里哈气》2012年河北少年儿童出版社
- 《独药师》2016年人民文学出版社
- 《艾约堡秘史》2018年《当代》第1期、2018年湖南文艺出版社
- 《河湾》2022《花城》第3期、2022年花城出版社
- 《老去万玉家》2024年《当代》第1期、2024年人民文学出版社

### 中短篇小說
中篇小說
- 《瀛洲思絮錄》、《護秋之夜》、《秋天的憤怒》、《蘑菇七種》、《秋天的思索》、《你好！本林同志》、《金米》、《童眸》、《海边的风》、《请挽救艺术家》、《葡萄园》等

短篇小說集
- 《狐狸和酒》、《钻玉米地》、《秋雨洗葡萄》、《采树鳔》等，130余篇

儿童文学
- 《寻找鱼王》、《少年与海》、《林子深处》等，
- 《兔子作家·寻访歌手》、《兔子作家·孤独的喜鹊》、《兔子作家·鼹鼠地道》、《兔子作家·天使羊大夫》、《兔子作家·为猫王立传》、《兔子作家·马兰花开》

### 散文集
- 《失去的朋友》1982-1986、《葡萄园畅谈录》1987-1992、《去看阿尔卑斯山》1987-1991、《心事浩茫》1992-1993、《爱的浪迹》1993-1994、《无可隐匿的心史》1993-1995、《莱山之夜》1995、*《梭罗木屋》1997-1998、《昨日里程》1997-2000、《楚辞笔记》1999、《村路今生漫长》2001-2007、《奔跑女神的由来》2002-2004、《品咂时光的声音》2004-2007、《芳心似火》2008、《纵情言说的野心》2008-1010、《小说坊八讲》2010、《小说与动物》2010、《求学今昔谈》2011-1012、《安静的故事》2011-2012、《诉说往事》2012、《也说李白与杜甫》2014、《陶渊明的遗产》2016等

### 詩歌
- 长詩《访司号员》1975年
- 长詩《皈依之路》1997年东方出版中心、
- 长诗《松林》在《作家》1999年第11期发表；
- 诗集《费加罗咖啡馆》（1986—2000），2005年时代文艺出版社
- 诗集《家住万松浦》（2001—2018），2014年作家出版社
- 诗集《不践约书》 2020年广西师范大学出版社
- 诗集《挚友口信》 2021年河南文艺出版社

### 自述
- 《张炜自述：野地与行吟》2007，中国社会出版社
- 《张炜自述：张炜致少年》2017，安徽少年儿童出版社
- 《张炜文学回忆录》2017，广东人民出版社

### 文集
- 《张炜文集》６卷1997年上海文艺出版社
- 《张炜文集》48卷（长篇19卷，中短篇7卷。散文随笔20卷，诗集2卷）2014年作家出版社
- 《张炜文集》50卷（长篇20卷，中短篇7卷。散文随笔21卷，诗集2卷）2019年漓江出版社

### 訪談/演講錄
- 小說與動物 （页面存档备份，存于） 主講：張煒，主辦：香港浸會大學國際作家工作坊 2010/04/19
- 大自然, 城市和文學 （页面存档备份，存于） 主講：張煒，主辦：香港浸會大學國際作家工作坊 2010/05/02